# پلئوسیتوز
پلئوسیتوز (انگلیسی: Pleocytosis) در پزشکی به معنی افزایش شمار سلول‌ها (برگرفته از واژه یونانی pleion به معنی بیشتر)، به ویژه افزایش شمار گلبول‌های سفید خون در مایعات بدن، مانند مایع مغزی-نخاعی است. پلئوسیتوز اغلب به طور خاص به عنوان افزایش شمار گلبول‌های سفید خون در مایع مغزی نخاعی تعریف می‌شود.
افزایش شمار گلبول‌های سفید خون را لکوسیتوز می‌نامند.